# Sindrome della quadrupla X
La sindrome della quadrupla X, nota anche come tetrasomia X, è una aberrazione cromosomica, e più precisamente una aneuploidia, in cui un individuo di sesso femminile presenta quattro, anziché due, copie del cromosoma X, ovvero un assetto genotipico: 48, XXXX. Tale condizione è associata a una disabilità intellettiva di varia gravità, a tratti caratteristici del viso, difetti cardiaci e anomalie scheletriche. La tetrasomia X è una condizione rara, con pochi casi riconosciuti dal punto di vista medico; si stima che si verifichi in circa una donna su 50 000 o su 100 000.
Il disturbo si manifesta con una vasta gamma di sintomi, con fenotipi che variano da lievi a gravi. Si sospetta che sia comunque sottodiagnosticato, così come altre aberrazioni dei cromosomi sessuali. La vita delle donne colpite varia: alcune riescono ad avere un'istruzione, un lavoro e dei figli, mentre altre rimangono non completamente autosufficienti fino all'età adulta. L'aspettativa di vita non sembra essere sostanzialmente diversa. La tetrasomia X ha una sovrapposizione fenotipica con una serie di disturbi più comuni, come la trisomia X e la sindrome di Down e, solitamente, la diagnosi non è facile prima dell'effettuazione di un test cromosomico.
La tetrasomia X generalmente non è ereditata, ma si verifica piuttosto come un evento casuale chiamato "non disgiunzione" durante lo sviluppo del gamete o dello zigote. Il termine formale per il cariotipo osservato nella tetrasomia X è 48, XXXX, poiché la condizione è caratterizzata da un cariotipo di 48 cromosomi piuttosto che dai 46 cromosomi osservati nel normale sviluppo umano.

## Storia
La tetrasomia X fu individuata per la prima volta nel 1961 in due donne con disabilità intellettiva che risiedevano in un istituto. La fine degli anni 1950 e l'inizio degli anni 1960 fu un periodo di frequenti scoperte di aneuploidie dei cromosomi sessuali precedentemente sconosciute, con l'identificazione del cariotipo 48, XXXX accanto a quello del 45,X, 47,XXY, e 47,XXX nel 1959, 48,XXYY e 47,XYY nell'anno successivo. Una delle due donne a cui era stata diagnosticata per la prima volta la tetrasomia X, fu visitata ventisei anni dopo, quando aveva circa cinquant'anni di età: aveva lasciato l'istituto e viveva con sua sorella, presentava una buona salute fisica, aveva avuto il menarca e la menopausa in età tipica (14 e 50 anni) e non mostrava segni di declino cognitivo.
Gran parte della letteratura medica sulla tetrasomia X risale agli anni '60 e '70, un'epoca di particolare interesse e ricerca sull'aneuploidia dei cromosomi sessuali. I primi casi sono stati spesso scoperti durante gli screening cromosomici in istituti per disabili intellettuali. La maggior frequenza di diagnosi di aneuploidia dei cromosomi sessuali in campioni selezionati, come residenti in istituti e detenuti, ha portato originariamente a sviluppare una prospettiva parziale sulle condizioni reali dei pazienti, contribuendo a dipingere un ritratto indebitamente negativo dei loro fenotipi e delle loro prognosi. Ulteriori ricerche sull'aneuploidia dei cromosomi sessuali effettuate su campioni non selezionati, come attraverso uno screening neonatale, hanno consentito di ridefinire le condizioni come la sindrome XYY, la sindrome di Klinefelter e la trisomia X da fenotipi più rappresentativi; tuttavia, condizioni più rare come la tetrasomia X non sono state accertate in nessuno di questi studi e quindi la letteratura medica continua a descrivere casi che sono stati diagnosticati a seguito di problemi di sviluppo o comportamentali. Gli aspetti dei primi studi rimangono accettati; una proposta del 1969 secondo cui ogni cromosoma X soprannumerario riduce il quoziente d'intelligenza di una media di 15 punti è ancora utilizzata come regola empirica approssimativa.

## Epidemiologia
Ad oggi sono stati diagnosticati solo circa 100 casi di tetrasomia X. Considerando il fenotipo variabile, i ricercatori ritengono probabile che vi siano più casi che non sono giunti all'attenzione medica. Questo è comune a tutte le aneuploidie dei cromosomi sessuali che hanno tassi di diagnosi molto bassi rispetto alla loro prevalenza nella popolazione complessiva. Complessivamente, la tetrasomia del cromosoma sessuale e la pentasomia si verificano in un caso su 18 000 a 1 su 100 000 maschi nati vivi e sono alquanto più rari nelle femmine. Alcune stime specifiche della prevalenza della tetrasomia X sono circa 1 su 50 000, mentre le condizioni con lo stesso numero di casi diagnosticati hanno una prevalenza stimata nella popolazione da circa 1 su 85 000 a 1 su 100 000.
La tetrasomia X si verifica solo nelle femmine, poiché il cromosoma Y è nella maggior parte dei casi necessario per lo sviluppo sessuale maschile.

## Clinica
La tetrasomia X ha una presentazione clinica variabile; in taluni casi la manifestazioni cliniche possono essere così marcate e caratteristiche che la diagnosi può essere formulata anche in assenza di test genetico. Le caratteristiche più frequenti sono una statura maggiore della media e una lieve disabilità intellettiva. L'altezza media riscontrata nelle donne con tetrasomia X è, infatti, di 169 cm rispetto alla media della popolazione femminile anglosassone che si attesta su circa 162 cm, mentre una revisione delle prime 27 donne a cui è stata diagnosticata la tetrasomia X ha rilevato un quoziente intellettivo che varia da 30 a 101, con una media di 62. Sebbene tradizionalmente si associ alla condizione un certo grado di disabilità intellettiva, in due dei casi definitivamente diagnosticati l'intelligenza appariva normale, mentre le organizzazioni dei pazienti segnalano che i propri membri accusano solo da disturbi specifici di apprendimento come la dislessia. Anche ritardi nel linguaggio possono essere associati alla tetrasomia X, sebbene la questione non sia chiara; alcuni rapporti descrivono abilità linguistiche in linea con il quoziente intellettivo, mentre altri riportano problemi indipendenti dall'intelligenza, in particolare con soggetti che hanno un'intelligenza normale ma ritardi linguistici significativi.
Come in tutte le aneuploidie dei cromosomi sessuali, anche per la tetrasomia X sono comuni un certo numero di anomalie facciali e muscolo-scheletriche. Un epicanto pronunciato e l'ipertelorismo (occhi molto distanziati) sono caratteristiche facciali frequenti. Diversi studi hanno descritto i tratti caratteristici del viso come "grossolani". Queste caratteristiche dismorfiche sono relativamente lievi e non necessariamente "si distinguono dalla massa"; in generale, la polisomia del cromosoma X non è associata a dismorfismi fisici gravi, sebbene la tetrasomia e la pentasomia X tendono ad essere maggiormente evidenti a questo riguardo rispetto alla trisomia X che risulta essere più lieve. L'ipotonia, spesso grave e ad esordio precoce, è un'anomalia muscolo-scheletrica comunemente osservata nella tetrasomia X. Sono frequenti la clinodattilia, la flessione verso l'interno del mignolo, e la sinostosi radioulnare, la fusione delle ossa lunghe dell'avambraccio. Inoltre, alcune anomalie dentali sono associate alla sindrome, in particolare il taurodontismo. Tali manifestazioni, tuttavia, non sono esclusivi della tetrasomia X; pieghe epicantiche e ipertelorismo sono presenti anche nella trisomia X, mentre la clinodattilia e la sinostosi radioulnare sono reperti comuni a tutte le aneuploidie dei cromosomi sessuali e il taurodontismo è prevalente nella polisomia del cromosoma X in particolare.
Difetti cardiaci di vario tipo sono stati associati alla sindrome, anche se la loro prevalenza è poco chiara. Un'organizzazione di pazienti riferisce che circa un terzo dei suoi membri presentava difetti cardiaci congeniti, una percentuale maggiore rispetto a quella riportata nella letteratura medica. La maggior parte degli studi sulla tetrasomia X risalgono agli anni 1960 e 1970, quindi vi è la possibilità che tale aumento sia correlabile alla maggior sopravvivenza a lungo termine dei bambini nati con difetti cardiaci congeniti. I difetti cardiaci riportati più frequentemente includono la pervietà del dotto di Botallo e il difetto interventricolare. Anche problemi ai reni e alla vescica sono stati talvolta associati alla sindrome, così come l'epilessia con quest'ultima che, nelle aneuploidie dei cromosomi sessuali, appare più lieve, suscettibile di trattamento e che con il tempo si attenua o scompare. Un'area di particolare interesse è la possibile correlazione tra tetrasomia X e malattie autoimmuni, in particolare il lupus eritematoso riscontrato in due donne con tetrasomia X e che sembra avere una maggiore prevalenza all'aumentare del numero di cromosomi X.

## Cause

Non disgiunzione nella tetrasomia X

La tetrasomia X, come altri disturbi aneuploidici, è causata da un processo chiamato "non disgiunzione". Ciò, la non disgiunzione, si verifica quando i cromosomi omologhi o i cromatidi fratelli non riescono a separarsi correttamente durante la meiosi, il processo che produce gameti (uova o sperma) e si traducono in gameti con troppi o troppo pochi cromosomi. Nel caso specifico della tetrasomia e della pentasomia del cromosoma sessuale, la non disgiunzione si verifica più volte con lo stesso genitore; in particolare, nella tetrasomia X tutti i casi noti avevano ereditato tre cromosomi X materni e uno paterno o quattro cromosomi X materni senza contributo paterno. La non disgiunzione può verificarsi anche dopo il concepimento, spesso traducendosi in un cariotipo a mosaico.
La non disgiunzione è correlata all'età avanzata della madre. Nelle aneuploidie comuni, come la sindrome di Down, la relazione con l'età materna è ampiamente studiata. Tuttavia, meno si sa sulla relazione specifica tra età materna e tetrasomia X. Nella sindrome di Klinefelter, l'aneuploidia dei cromosomi sessuali più comune e studiata, l'incidenza aumenta notevolmente con l'aumentare dell'età materna.
La tetrasomia X è generalmente un evento casuale e non si ripresenta nella stessa famiglia. In rari casi, può essere correlato a una madre con trisomia X, mosaicismo o altro. Non è causata da fattori ambientali.

## Diagnosi e diagnosi differenziale
Le aneuploidie cromosomiche, come la tetrasomia X, vengono diagnosticate tramite l'analisi del cariotipo, ottenuto grazie al test dei cromosomi presenti nel sangue, nel midollo osseo, nel liquido amniotico o nelle cellule della placenta. Per via delle diverse possibili diagnosi differenziale, la diagnosi non può essere effettuata sulla base del solo fenotipo.
La tetrasomia X presenta, infatti, molteplici possibili diagnosi differenziali con molteplici altre condizioni che si sovrappongono al suo fenotipo caratteristico. Una diagnosi differenziale è la trisomia X, in cui un individuo femmina possiede tre copie del cromosoma X. Le due condizioni presentano fenotipi sovrapposti con diverse severità riscontrabili. Entrambe le condizioni sono associate a ipotonia, lievi anomalie facciali (come ipertelorismo e pieghe epicantiche), altezza maggiore della media, insufficienza ovarica prematura e una riduzione del quoziente intellettivo. Tuttavia, il fenotipo della tetrasomia X è generalmente più grave di quello della trisomia X. Inoltre, mentre entrambe sono associate in una certa misura con l'alta statura, questa si verifica con maggior frequenza nella trisomia X. Il quadro clinico è reso più complesso dalla possibilità di mosaicismo, dove sono presenti sia linee cellulari 47,XXX che 48,XXXX; tali casi frequentemente, ma non certamente, si presentano più vicini alla tetrasomia che al profilo della trisomia. Oltre al mosaicismo semplice 47,XXX/48,XXXX, è stato segnalato anche il mosaicismo complesso 46,XX/47,XXX/48,XXXX.
La pentasomia X, un cariotipo in cui sono presenti cinque cromosomi X, è un'altra importante condizione da considerarsi nella diagnosi differenziale. Il fenotipo della pentasomia X è simile ma mediamente più grave: la disabilità intellettiva è più severa, con un quoziente intellettivo medio di 50, e il ritardo puberale o la pubertà incompleta sembrano essere più frequenti. A differenza di altre polisomie del cromosoma X, la pentasomia X è associata ad una bassa statura. Allo stesso modo, la pentasomia X è comunemente associata a reperti poco frequenti nella tetrasomia X come la microcefalia e la restrizione della crescita intrauterina. Sono stati segnalati casi di mosaicismo 48,XXXX/49,XXXXX, spesso classificati come casi di pentasomia X. Sono stati riportati anche mosaici più complessi, come 47,XXX/48,XXXX/49,XXXXX e 45,X0/46,XX/47,XXX/48,XXXX/49,XXXXX.
In taluni casi, un'ulteriore diagnosi differenziale è la sindrome di Down in quanto alcuni casi di tetrasomia X sono stati descritti come aventi "una falsa aria di trisomia 21" (l'aneuploidia cromosomica sottostante alla sindrome di Down), e un cariotipo di tetrasomia X è stato riscontrato in un caso di sospetta di sindrome di Down. Tuttavia, questa è solo una diagnosi differenziale per un sottoinsieme di casi, mentre altri hanno fenotipi meno dubbi o anomalie non coerenti con le caratteristiche della sindrome di Down. La questione è complicata dall'osservazione che un certo numero di donne con polisomia del cromosoma X, inclusa la tetrasomia X, hanno avuto figli con sindrome di Down.

## Prognosi
La prognosi sul lungo periodo per la tetrasomia X è generalmente buona. Sebbene l'incidenza sull'aspettativa di vita non sia chiara, i casi diagnosticati riguardavano pazienti tra i 50 e i 60 anni di età; il follow-up a lungo termine dei singoli pazienti ha mostrato un invecchiamento sano con una buona salute fisica. Alcune donne con tale condizione vivono una vita completamente indipendente, mentre per altre si era reso necessario un supporto più continuo da parte di genitori e operatori sanitari, coerentemente con altre sindromi comportanti disabilità intellettiva di gravità comparabile. Molte erano in grado di lavorare part-time e in alcuni casi a tempo pieno; alcune giovani avevano ricevuto un'istruzione superiore, per lo più professionale. Le donne con tetrasomia X e che presentano buoni risultati nella vita solitamente dispongono di ambienti familiari di supporto che hanno loro conferito una forte difesa personale per il proprio successo; "[le] bambine sono stati esposte a molte attività ed esperienze diverse e sono elogiate per i loro punti di forza, mentre le osservazioni riguardanti i propri limiti e ritardi sono state ridotte al minimo".